# Mijaíl Barýshnikov
Mijaíl Nikoláievich Barýshnikov (en ruso: Михаи́л Никола́евич Бары́шников; Riga, RSS de Letonia, Unión Soviética, 27 de enero de 1948), apodado Misha (diminutivo ruso de Mijaíl), es un bailarín, coreógrafo y actor letón de origen ruso, sus padres, su técnica y su lengua materna son rusas. Se lo reconoce como el mejor bailarín de ballet vivo del mundo. El crítico Clive Barnes una vez lo llamó «el bailarín más perfecto que jamás haya visto».
Nacido en Riga, Barýshnikov tuvo unos comienzos prometedores en el Ballet Kírov de Leningrado antes de emigrar a Canadá en 1974 en busca de más oportunidades en el ballet moderno. Tras bailar con el American Ballet Theatre, se incorporó al New York City Ballet como bailarín principal durante una temporada para aprender el estilo de movimiento neoclásico ruso de George Balanchine. Después regresó al American Ballet Theatre, donde más tarde se convirtió en director artístico. Barýshnikov ha encabezado muchos de sus propios proyectos artísticos y se ha asociado en particular con la promoción de la danza moderna, estrenando docenas de nuevas obras, incluidas muchas de las suyas propias. Su éxito como actor dramático en teatro, cine y televisión le ha ayudado a convertirse probablemente en el bailarín de ballet contemporáneo más reconocido. Barýshnikov nunca ha regresado a Rusia desde su deserción en 1974 y es ciudadano naturalizado de Estados Unidos desde 1986.  En 2017, la República de Letonia concedió a Barýshnikov la ciudadanía por méritos extraordinarios.
En 1977, recibió una nominación al Oscar al mejor actor de reparto y una nominación al Globo de Oro por su interpretación de Yuri Kopeikin en la película Paso decisivo. Protagonizó la película Noches blancas con Gregory Hines, Helen Mirren e Isabella Rossellini, y tuvo un papel recurrente en la última temporada de la serie de televisión Sexo en Nueva York.

## Biografía

### Comienzos
Barýshnikov (cuyo apellido es a veces transliterado tanto en español como en diversos idiomas como Baryshnikov, Baríshnikov o también Barishnikov y sus variantes) nació en Riga, en la República Socialista Soviética de Letonia (Unión Soviética), de padres rusos. Su padre era oficial del ejército y su madre costurera. Cuando Mijaíl tenía doce años, su madre se suicidó, por lo que él quedó al cuidado de su padre y su abuela. El artista recuerda su infancia como relativamente feliz: acudía a las escuelas públicas locales y era un niño activo en la natación y en el fútbol. Pensando entonces que el ballet era muy difícil de entender, no le prestó ninguna atención especial. Su madre, sin embargo, era una gran aficionada. A los once años presentó su solicitud para ingresar a la Escuela de Ballet del Teatro de la Ópera de Riga, en la cual fue aceptado un año después, en 1960, y donde continuaría sus estudios académicos. Durante este tiempo, Barýshnikov aprendió a hablar francés y aspiraba a ser concertista de piano. Con el tiempo, se enamoró más del ballet que del piano y como resultado de su propio interés y su éxito en festivales escolares, decidió seguir la carrera de bailarín.

### Carrera en la Unión Soviética
En 1963, durante una visita a Leningrado, solicitó la entrada en la famosa Academia Vagánova de Ballet. Fue inmediatamente admitido y se unió a la clase del célebre maestro de ballet Aleksandr Pushkin, quien anteriormente había enseñado a Rudolf Nuréyev. Barýshnikov comentó posteriormente que Pushkin fue «como un padre» para él. Al completar sus estudios en 1966, se unió al Ballet Kírov en Leningrado. A pesar de la tradición, no empezó como aprendiz en el cuerpo de baile, sino que hizo su debut profesional como solista, en Giselle. Ese mismo año ganó la medalla de oro en la Competición internacional de ballet de Varna, Bulgaria. A su vuelta a Leningrado, continuó con el mismo éxito. Después de tan solo dos años como profesional, se le ofreció su primer papel principal en el ballet Goryanka del compositor Murad Kazhláiev, coregrafiado por Oleg Vinográdov específicamente para Barýshnikov. Ese mismo año, recibió la medalla de oro en la primera edición del Concurso internacional de ballet de Moscú, además del premio Nizhinski. Se convirtió en el bailarín más joven en recibir el Premio del Estado al Mérito de la URSS.
Durante su estancia en Rusia, fue pareja de Irina Kolpakova, a quien muchos consideraban una de las mejores bailarinas clásicas vivientes, en ballets como La bella durmiente, El cascanueces, Giselle, Coppélia, La llama de París, y Don Quijote. En 1969, el coreógrafo Leonid Jakobson creó para él el ballet-miniatura Vestris con música del Guennadi Bánschikov en el que representó a Auguste Vestris. En 1971, Barýshnikov hizo de Adán junto a Kolpakova como Eva en el ballet Creación del mundo, coreografiado por Natalia Kasátkina y Vladímir Vasiliov con música de Andréi Petrov. Sin embargo, su deseo de trabajar con más coreógrafos occidentales, junto a sus preocupaciones sobre lo que él consideraba el declinar del Ballet Kírov, lo llevó a un creciente desasosiego.

### Deserción y carrera en Canadá y EE.UU.

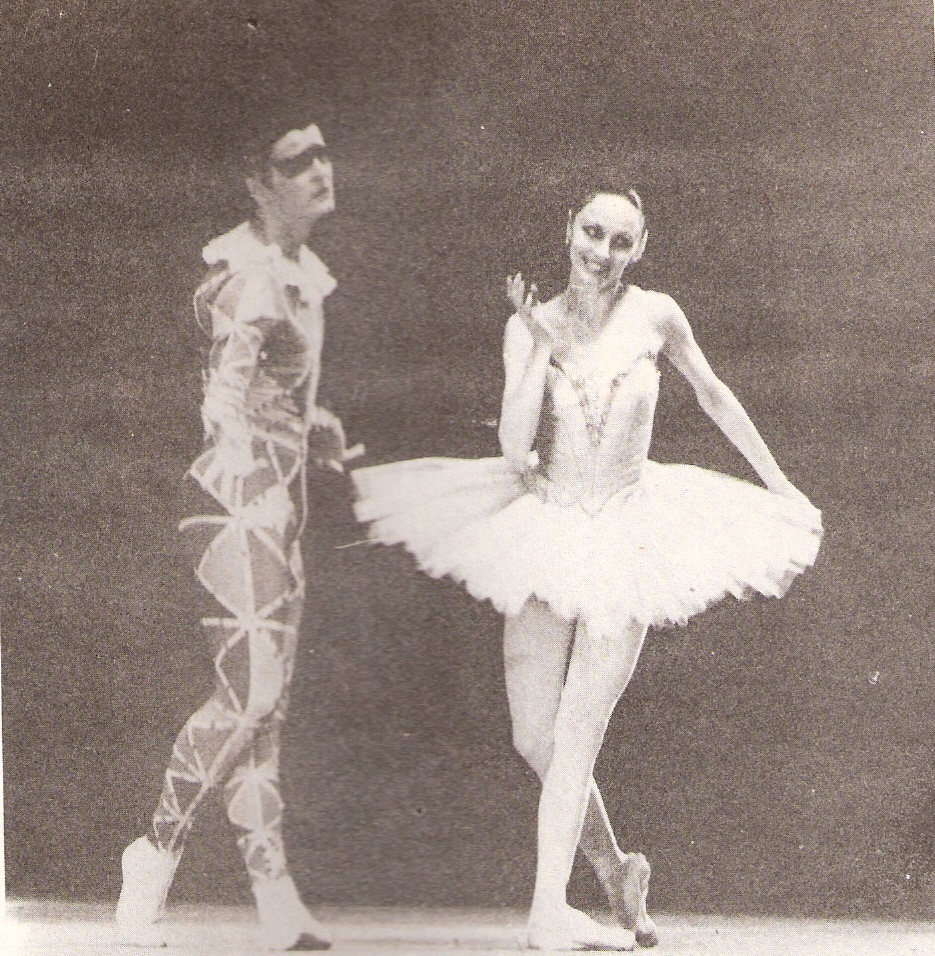
Barýshnikov y Patricia McBride, Buenos Aires, 1979.

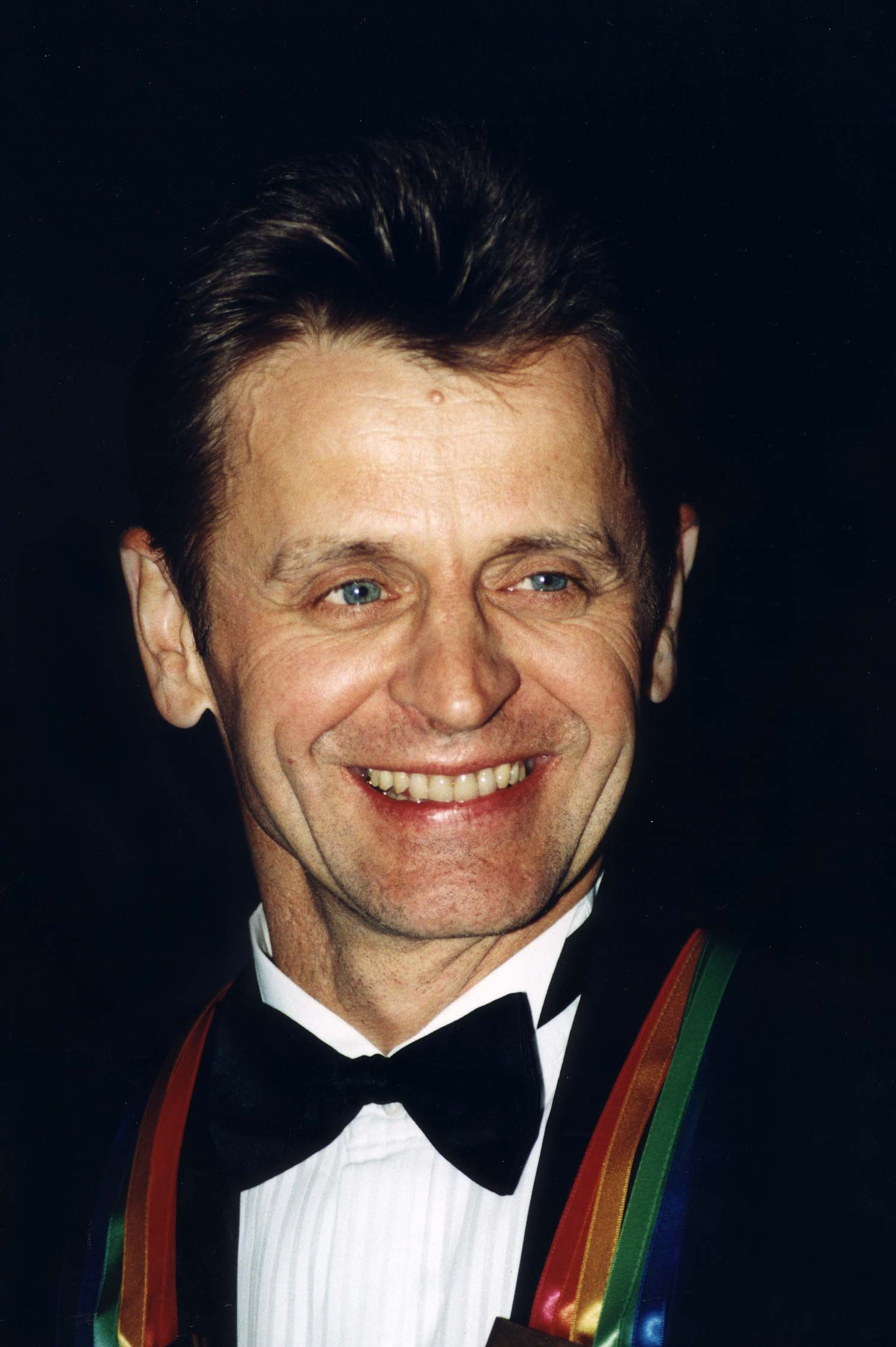
Barýshnikov en la entrega del premio Kennedy Center Honor, 2000.

Después de conocer al coreógrafo francés Roland Petit en Leningrado, este lo invitó a participar en una gira por Canadá. En 1974, durante esta gira, el bailarín pidió asilo político en Toronto. Más tarde afirmó que Christina Berlin, una amiga suya angloamericana, le había ayudado a ingeniar su deserción durante la gira de Londres de 1970. Su primera actuación después de salir del aislamiento temporal en Canadá fue con el Ballet Nacional de Canadá en una versión televisada de La sílfide. Más tarde se trasladaría a los Estados Unidos.
De 1974 a 1979, fue bailarín principal con el American Ballet Theatre, donde fue pareja de Gelsey Kirkland. También trabajó con el New York City Ballet de George Balanchine e hizo giras con compañías de ballet y danza moderna alrededor del mundo durante 15 meses. Varios papeles fueron creados para él, incluyendo Opus (1971) y The Dreamer (1979), de Balanchine y Jerome Robbins, Rhapsody (1980), de Balanchine y Frederick Ashton, y Other Dances (con Natalia Makárova) de Jerome Robbins. Volvió a ABT en 1980 como bailarín y director artístico, puesto que mantuvo durante una década. El 3 de julio de 1986, se convirtió en ciudadano naturalizado de los Estados Unidos.
La década de los 90 aportó grandes cambios para el bailarín, que no sólo continuó su actividad en producciones cinematográficas (Company Business, con Gene Hackman, 1991), sino que lanzó sus propias líneas de perfume Barýshnikov y de ropa para danza.
El cambio más importante en su vida profesional se registró tras la decisión de abandonar el ballet, que cambió por la danza moderna al fundar White Oak Dance Project, una compañía de giras que fundó junto con Mark Morris y de la que fue director artístico desde 1990 hasta 2002.
En diciembre de 2000, obtuvo el premio Kennedy Center Honor, que compartió con el tenor español Plácido Domingo y la actriz Angela Lansbury.
En 2004, abrió su Centro de las Artes en Nueva York.
Ha recibido dos doctorados honoris causa: el 11 de mayo de 2006, de la Universidad de Nueva York y el 28 de septiembre de 2007 del Conservatorio Shenandoah de la Universidad Shenandoah.
En agosto de 2007, Barýshnikov bailó con Ana Laguna la coreografía de Mats Ek: Lugar (título original sueco: Ställe) en la Dansens Hus, Estocolmo.
En julio de 2009, Mijaíl Barýshnikov y Ana Laguna presentaron en Madrid el programa Tres solos y un dúo con coreografías de Mats Ek, Alekséi Ratmanski y Benjamín Millepied.

## Forma y estilo de baile
Barýshnikov era un bailarín único por varias razones. Es de baja estatura, por lo que tuvo que trabajar arduamente para combatir su falta de adecuación para papeles como Sigfrido, héroe de El lago de los cisnes, donde se esperaba ver un bailarín más alto. Popularmente afirmó: «No importa lo alto que levantes la pierna. La técnica se basa en la transparencia, simplicidad y hacer un verdadero intento». Su forma de bailar era reconocida como de «libro de texto» por su brillante técnica, separación emocional y uso de «bravura», que se define como un estilo masculino y atrevido.

## Familia
En 1976, conoció a la actriz Jessica Lange, con quien mantuvo una relación sentimental. En 1981, nació su hija, Alexandra Barýshnikova. Cuando Barýshnikov y Lange se conocieron, él hablaba muy poco inglés, y tenían que comunicarse en francés. En 1982, el bailarín terminó su relación con Lange. Aunado a ello, Mijaíl enfrentó el grave problema de una operación de rótula, que puso en peligro su carrera. Después de varios años de relación, Barýshnikov contrajo matrimonio en 2006 con la exbailarina Lisa Rinehart, con quien tiene tres hijos: Sofía, Anna y Peter. En una entrevista con Larry King, Barýshnikov afirmó que no creía en el matrimonio legal, porque el compromiso que implica la relación no tiene nada que ver con el matrimonio como contrato. También afirmó que no era religioso y que, por tanto, declararse frente a un altar no significaba nada para él.

## Cine y televisión

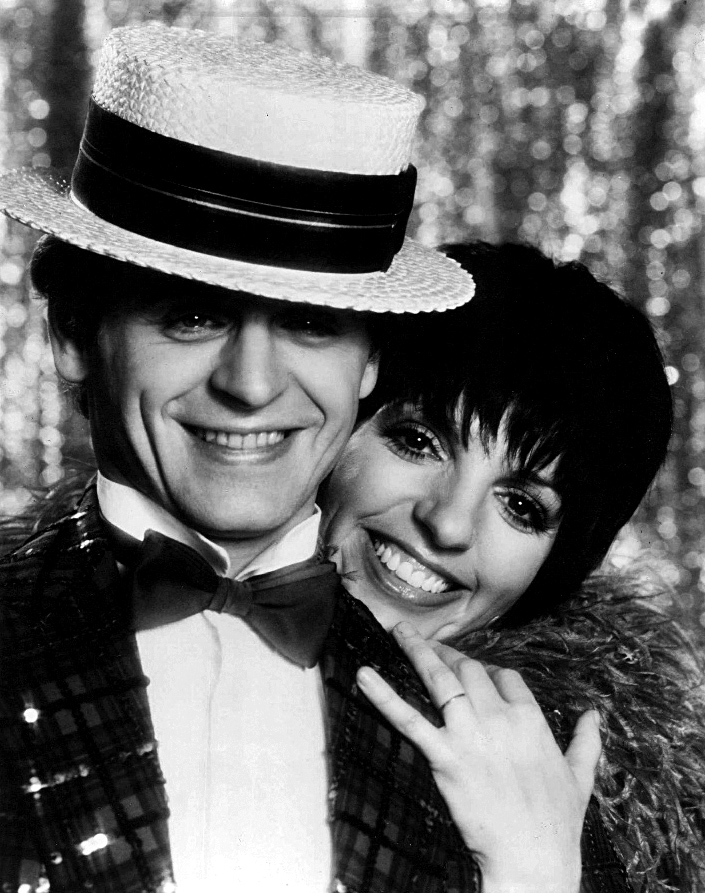
Barýshnikov y Liza Minnelli en Baryshnikov on Broadway, 1980.

Durante su carrera como actor, Barýshnikov fue reconocido en particular por su primer papel en la película de 1977 Paso decisivo (o Momento de decisión) gracias a la cual recibió una nominación al Oscar. Además, participó como actor principal en la película de 1985 Noches blancas (también, Noches de sol o Sol de medianoche), coreografiada por Twyla Tharp y producida por Taylor Hackford en 1984, al lado de Gregory Hines e Isabella Rossellini, con quien mantuvo una discreta relación sentimental y en la película de 1987 Dancers. También hizo del novio de Carrie Bradshaw (Sarah Jessica Parker), Aleksandr Petrovsky, en la última temporada de Sexo en Nueva York.
Barýshnikov hizo su debut televisivo bailando en 1976, en el programa de la PBS In Performance Live from Wolf Trap. Durante las navidades de 1977, la CBS trajo su aclamada producción del ballet clásico de Chaikovski El cascanueces a la televisión, y se ha mantenido hasta este día como la versión televisada más popular y más vista. Gelsey Kirkland, Alexander Minz y miembros del American Ballet Theatre también aparecen en esta versión. La producción se rodó en Canadá. Después de haber sido mostrada dos veces por la CBS, se pasó a la PBS, donde se televisó anualmente cada Navidad durante muchos años. Es una de las dos únicas versiones de El cascanueces nominada a un Emmy, la otra siendo The Hard Nut, de Mark Morris, una versión intencionadamente exagerada y satírica del famoso ballet. Posteriormente, Barýshnikov apareció en dos especiales de televisión de la ABC galardonados con un Emmy, en los que bailó música de Broadway y Hollywood, respectivamente. Durante los 70 y los 80, apareció varias veces con el American Ballet Theatre en Live from Lincoln Center y Great Performances.
Durante el verano del 2006, fue de gira con la compañía Hell's Kitchen Dance, patrocinada por el Centro de las Artes Barýshnikov. Mostrando obras de los residentes del centro, Azsure Barton y Benjamin Millipied, la compañía fue de gira por los Estados Unidos y España.
El 2 de noviembre de 2006, Barýshnikov y la chef Alice Waters aparecieron en un episodio de la serie original Iconoclastas del canal televisivo Sundance. Los dos buenos amigos hablaron sobre sus estilos de vida, sus fuentes de inspiración y de los proyectos sociales que los hacen únicos. Durante el programa, Alice Waters visitó el Centro de las Artes de Barýshnikov en Nueva York. Después, la gira de Hell's Kitchen Dance lleva a Barýshnikov Berkeley a visitar el restaurante de Alice Waters, Chez Panisse.

## Distinciones y premios

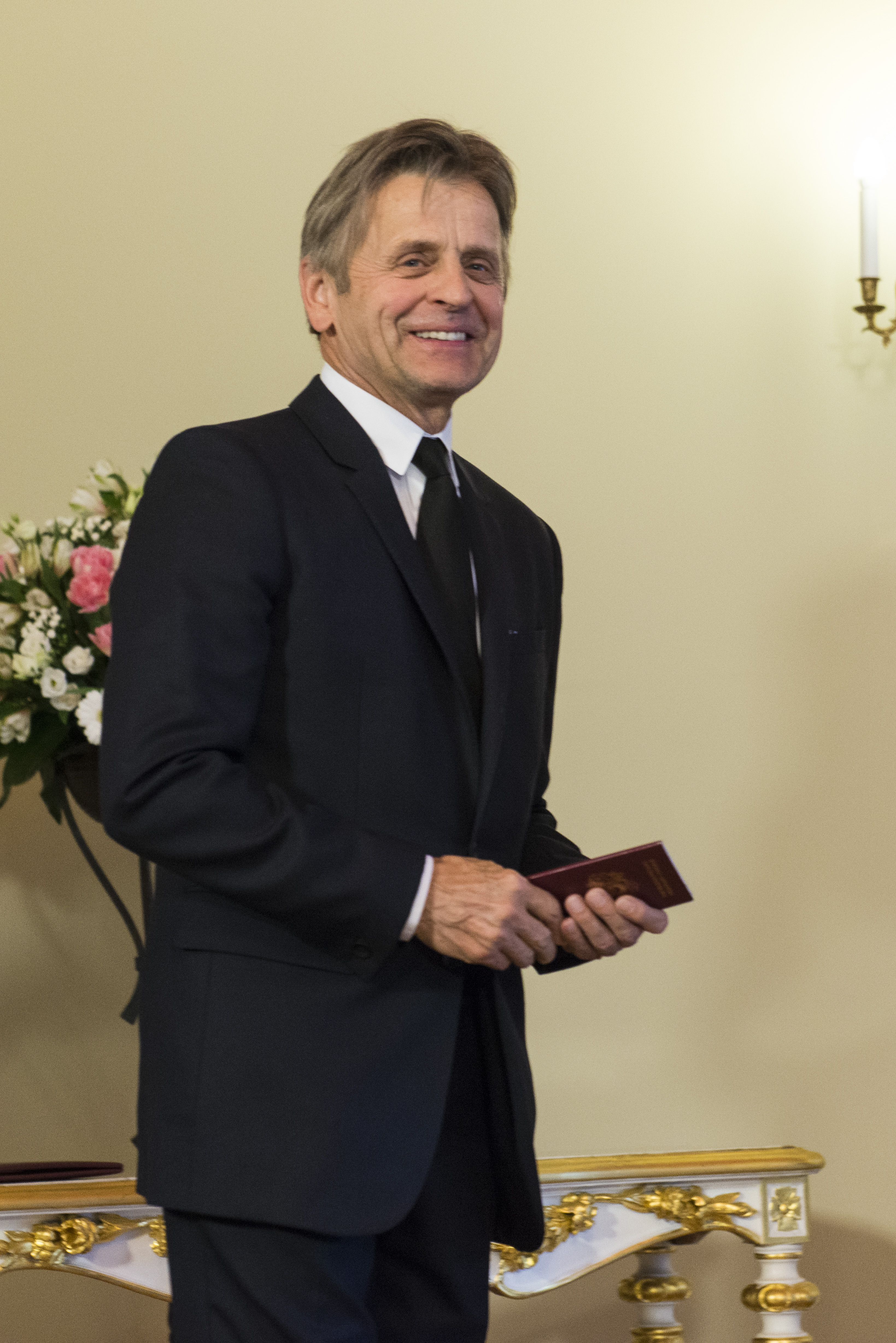
Barýshnikov en la entrega del pasaporte de Letonia, 2017.

### Doctorhonoris causa
- Universidad de Nueva York (11 de mayo de 2006)
- Universidad Shenandoah (28 de septiembre de 2007)
- Universidad estatal de Monclaire (23 de mayo de 2008).

Premios Óscar
| Año  | Categoría                       | Película      | Resultado |
| ---- | ------------------------------- | ------------- | --------- |
| 1978 | Oscar al mejor actor de reparto | Paso decisivo | Nominado  |